# Teratocoris antennatus
Teratocoris antennatus is een wants uit de familie van de blindwantsen (Miridae). De soort werd het eerst wetenschappelijk beschreven door Karl Henrik Boheman in 1852.

## Uiterlijk
De redelijk ovale blindwants is altijd bijna langvleugelig (submacropteer), soms langvleugelig (macropteer) en kan 4,5 tot 5,5 mm lang worden. De wants is variabel gekleurd, van oranje-bruin tot groen. De mannetjes zijn vaak grotendeels zwart, bij vrouwtjes betreft het vaak het midden van de kop, halsschild en scutellum. Het halsschild is aan de zijkant en bovenkant ingesnoerd en heeft aan de achterrand dwars lopende rimpels. De kop heeft een duidelijk diepe dwarse groef tussen de ogen. De groene pootjes hebben een rood achterste gedeelte van de dijen en geheel rode schenen. Bij de lange bruine antennes is het eerste segment roodachtig gekleurd.

## Leefwijze
De soort doorstaat de winter als eitje. De volwassen wantsen van de enkele jaarlijkse generatie zijn van mei tot oktober te vinden in vochtige gebieden op diverse russen en grassen. Vooral heengras (Bolboschoenus maritimus), maar bijvoorbeeld ook mannagras (Glyceria fluitans), rietgras (Phalaris arundinacea), ruwe bies (Schoenoplectus tabernaemontani), riet (Phragmites australis) en zilte rus (Juncus gerardii). Behalve het sap van deze planten, eten ze ook kleine rupsen van vlinders, bladluizen en cicadelarven.

## Leefgebied
De soort komt in Nederland overal voor. Verder komt de wants voor in het Palearctisch gebied, van Europa tot Noord-Afrika, Centraal-Azië en Siberië).